# Sanctuaire Notre-Dame-du-Rosaire de San Nicolás de los Arroyos
Le sanctuaire Notre-Dame-du-Rosaire de San Nicolás de los Arroyos est une église située à San Nicolás de los Arroyos en Argentine. Il a été construit à la suite des apparitions mariales survenues dans cette ville de 1983 à 1990. C'est la voyante Gladys Herminia Quiroga de la Motta qui en a défini le lieu, sur l'emplacement d'« El Campito », près du fleuve Paraná, d'après « une indication de la Vierge ».
La construction débute en 1986, et se termine en 1990. En 1989, la statue de Notre-Dame du Rosaire est portée en grande procession de la cathédrale Saint-Nicolas-de-Bari au sanctuaire (alors en voie d'achèvement), où elle est désormais vénérée. Chaque 25 du mois, une procession a lieu autour du sanctuaire, rassemblant des dizaines voire plusieurs centaines de milliers de pèlerins. En 2014, ce ne sont pas moins de 500 000 pèlerins qui ont été dénombrés. Ce lieu de pèlerinage attire des fidèles catholiques de toute l'Argentine et des pays avoisinant. Un bureau médical a été institué pour étudier les cas de « guérisons miraculeuses ».
Le 22 mai 2016, Héctor Sabatino Cardelli (es) a reconnu officiellement, pour l’Église catholique, l'authenticité des apparitions survenues 30 ans plus tôt.

## Historique

### Avant la construction
Le 25 septembre 1983, Gladys Herminia Quiroga de la Motta, mère au foyer de 46 ans déclare être le témoin pour la première fois d'une apparition mariale. De nombreuses autres apparitions vont suivre où la Vierge va « communiquer de nombreux messages » à la voyante,.
Le soir du 24 novembre 1983, Gladys accompagnée de sa fille et de quelques amis se rend sur le lieu où la Vierge aurait demandé l'érection du sanctuaire (lieu-dit El Campito). Il fait déjà nuit. Le site est dégagé. D'après les témoins, « un rayon de lumière est brusquement tombé sur le lieu désigné par l'apparition ». Ce signe se renouvelle plusieurs fois, jusqu'à la pose de la première pierre en 1986. Après  la construction du sanctuaire, des témoins rapportent que « plus d'une fois, une clarté insolite tombe du soleil pour envelopper d'une nuée lumineuse le chœur de l’église »,.
Avant la mise en construction du sanctuaire, une procession mensuelle est organisée depuis la cathédrale Saint-Nicolas-de-Bari jusqu'au Campito. Cette procession regroupe des dizaines et parfois des centaines de milliers de fidèles. Après la procession, les pèlerins assistent à l'Eucharistie sur le terrain de la future église.

### Construction
Le 25 septembre 1986, Dominique Salvador Castagna (es), évêque du lieu pose la première pierre du sanctuaire. Le 13 octobre, les travaux débutent. Malgré des difficultés financières, le projet avance et s'étend même de 3 000 mètres2 par rapport au plan d'origine.
Une première partie du sanctuaire est consacrée par l’évêque le 25 octobre 1988. Les travaux sont complètement terminés en 1990.
Le 19 mars 1989, après avoir été restaurée, la statue de Notre-Dame du Rosaire (qui était présente dans la cathédrale Saint-Nicolas-de-Bari), est transférée dans le nouveau sanctuaire marial dans le cadre d'une grande procession qui part de la cathédrale, pour aller jusqu'au sanctuaire,.

### Événements et notoriété
Le sanctuaire est un des lieux de pèlerinage les plus fréquentés d'Argentine. Chaque année, des centaines de milliers de fidèles de tout le pays et de l'étranger s'y rendent pour prier et vénérer Notre-Dame du Rosaire.
Le 25 septembre 2007, pour le 24e anniversaire des apparitions : quelque 500 000 fidèles venant de tout le pays et de l'étranger ont convergé vers le sanctuaire de Notre-Dame du Rosaire de San Nicolás. La plupart des pèlerins sont arrivés la veille au soir pour assister à la veillée de prière et au lancement d'un feu d'artifice par la mairie, au petit matin. Ces célébrations se sont faites en présence du maire de la ville et des autorités religieuses de différentes régions du pays.
La statue a été couronnée solennellement le 22 mai 2009. La fête de la Vierge est célébrée le 25 septembre.
Le 19 mars 2016, le P. Luis Fernando Prieto prend la succession du premier recteur, le père Carlos A. Pérez. Il est membre de la Communauté sacerdotale des Fils du Cœur Sacré et Immaculé de Marie (HSICM).
Le 17 décembre 2023 la foudre s'est abattue sur la statue de Saint Pierre se trouvant dans une niche à droite de l'église. La clé de Saint Pierre et sa main servant à bénir de ont été vaporisées.[réf. nécessaire].

## Description

### La statue

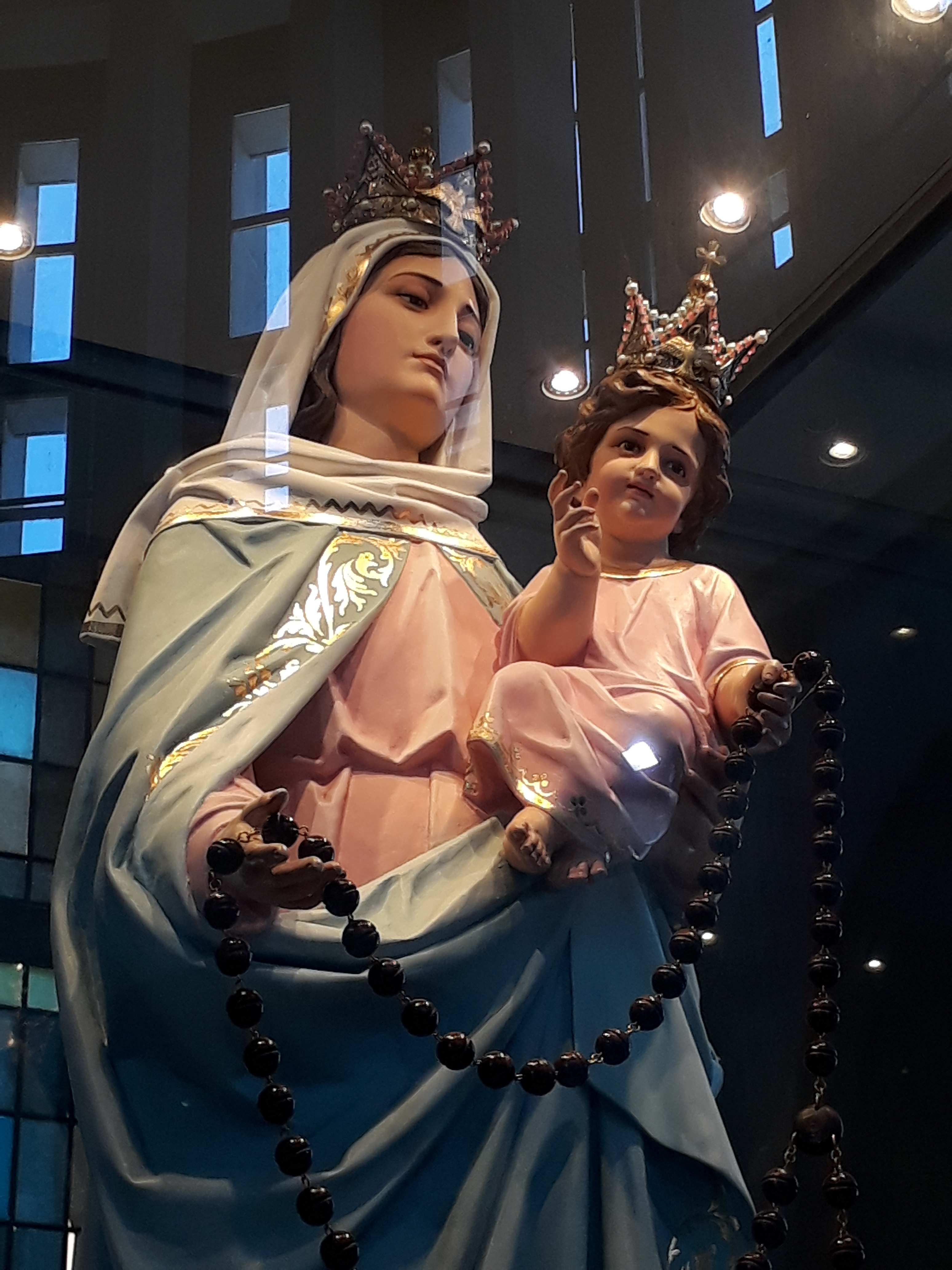
Statue de la Vierge du Rosaire, derrière sa vitre de protection.

La statue de Notre-Dame du Rosaire a été offerte et bénie par le pape Léon XII en 1884 pour être installée dans l'église Saint Nicolás de Bari. Cette église qui n'était à l'époque qu'une simple église paroissiale deviendra ensuite la cathédrale du nouveau diocèse en 1947. Mais par la suite, tombée en désuétude, elle est abandonnée, et remisée dans le clocher de l'église, et jusqu'à être oubliée des prêtres de l'église. C'est Gladys Herminia Quiroga de la Motta, la voyante des apparitions mariales de San Nicolás qui la retrouve « sur les indications de la Vierge »,. Elle est présente dans le sanctuaire depuis son transfert lors d'une grande procession religieuse, le 19 mars 1989,.
Cette statue en bois peint est un peu plus grande qu'une femme de taille moyenne. La Vierge, habillée d'une robe couleur saumon, porte un manteau bleu ciel et un voile blanc. L'Enfant-Jésus porte lui aussi une tunique couleur saumon, et tient d'une main le chapelet que tend également sa mère.

### Le sanctuaire
L'accueil des pèlerins et la prise en charge des malades sont assurés par les Fils et les Filles de Marie, institut de vie consacrée fondé spécialement pour cette fonction en 1987. Un bureau médical a été institué (à l'imitation de celui de Lourdes) pour étudier les cas rapportés de « guérison miraculeuse ».
L'accompagnement pastoral des pèlerins est assuré par le recteur du sanctuaire et trois chapelains.

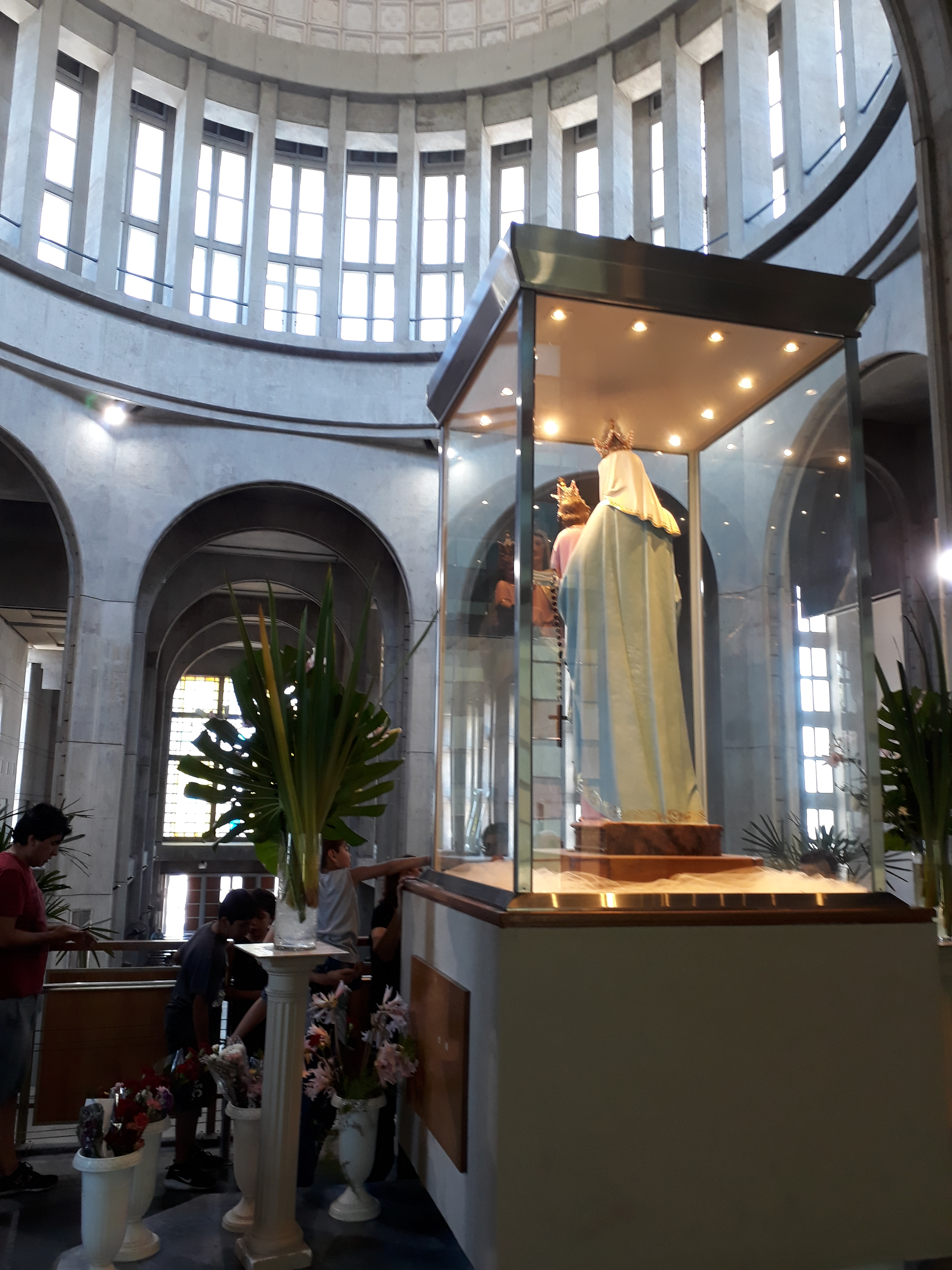
L'intérieur de l'église.
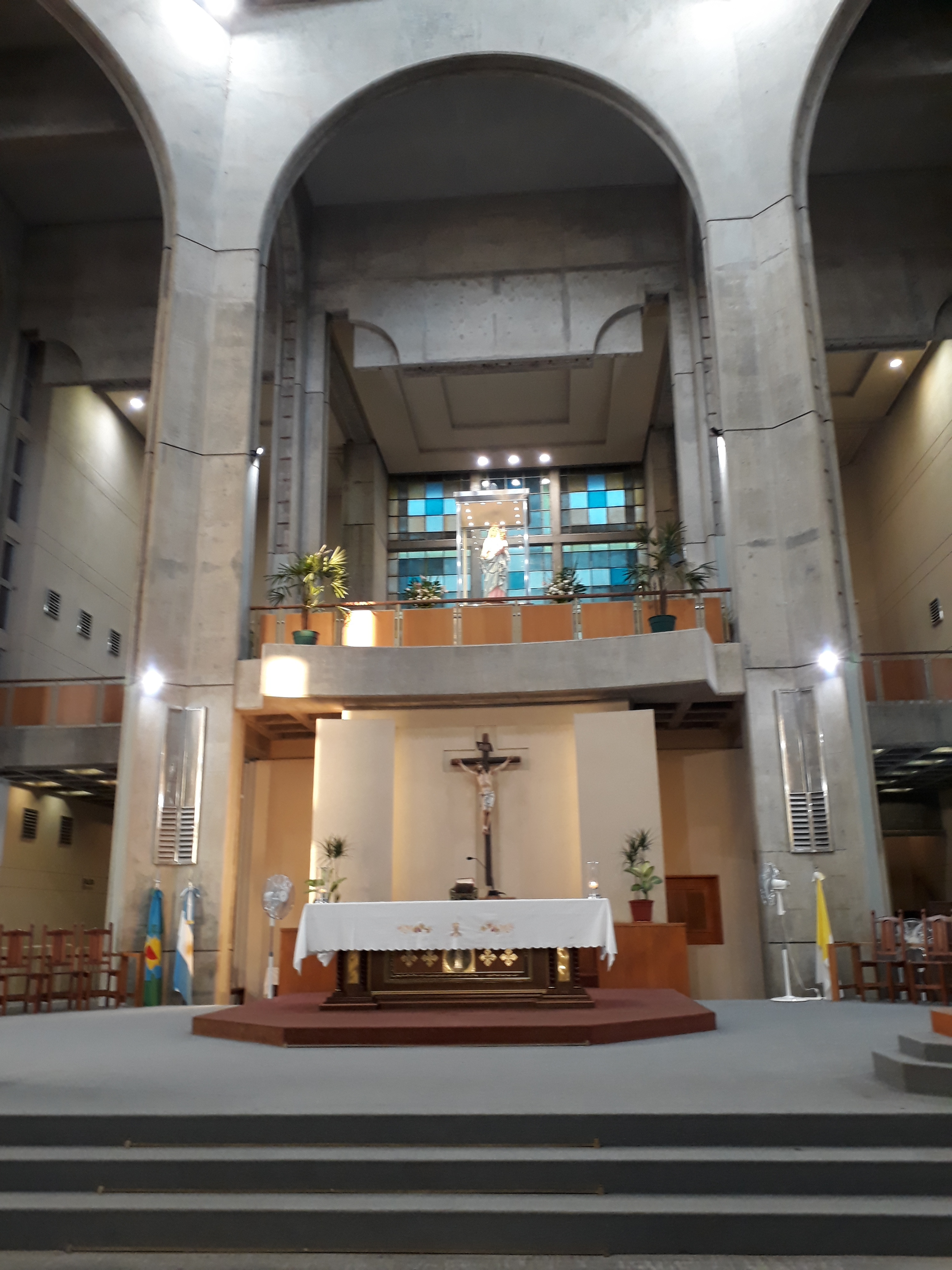
L'autel du sanctuaire
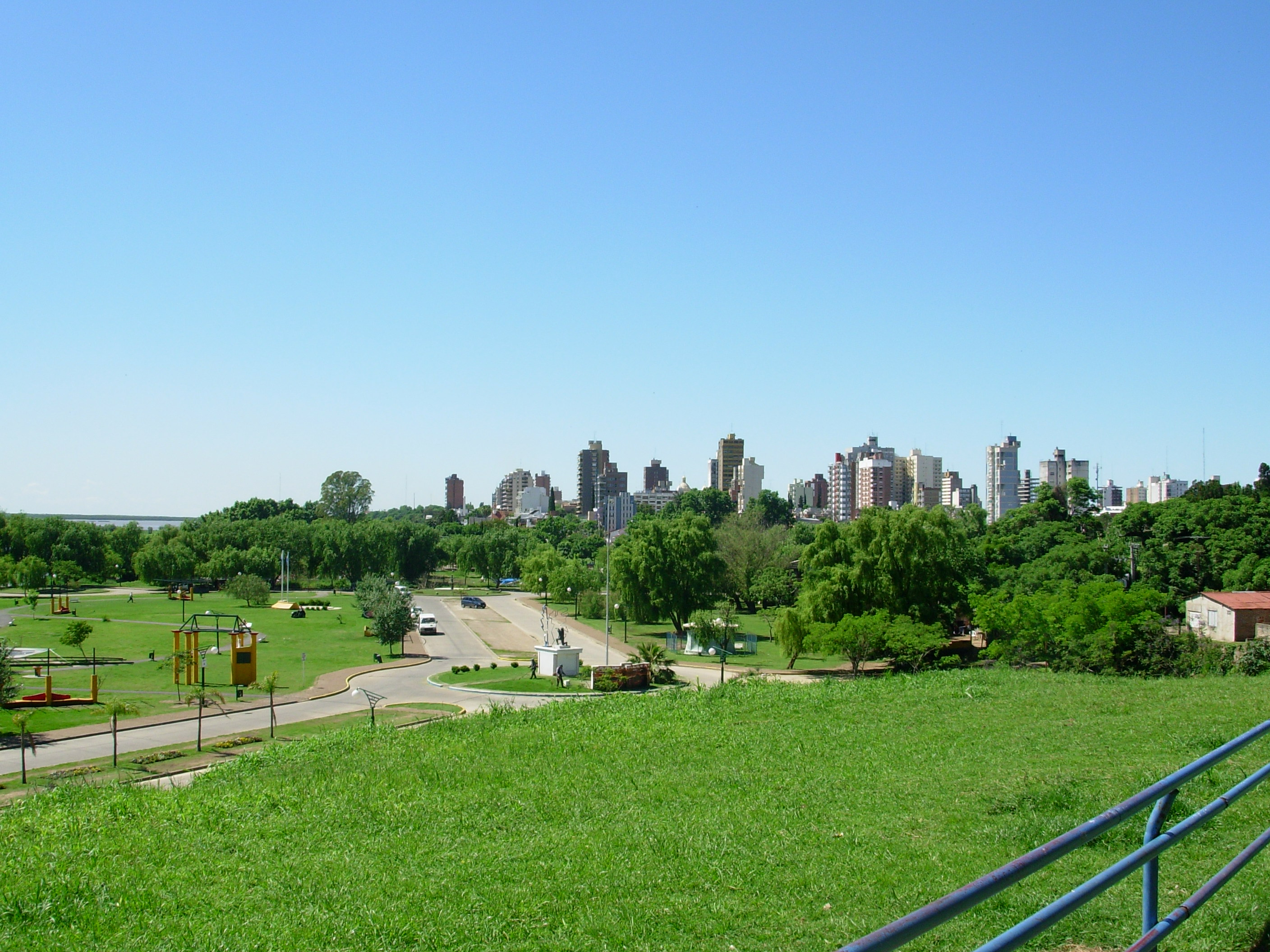
Vue de la ville depuis l'extérieur du sanctuaire, appelé El Campito